# Zhu Ting (Volleyballspielerin)
Zhu Ting (chinesisch 朱婷, Pinyin Zhū Tíng; * 29. November 1994 in Dancheng, Provinz Henan) ist eine chinesische Volleyballspielerin. Sie ist Kapitänin der chinesischen Nationalmannschaft und gewann mit Tianjins Team Tianjin Bohai Bank im Januar 2020 die Chinese Volleyball Super League (CVL); im März 2020 wurde sie dort als die wertvollste Spielerin benannt.
Zhu wurde 2014 in Italien Vizeweltmeisterin. 2015 wurde sie Asienmeisterin und siegte beim World Cup in Japan. Ein Jahr später gewann sie bei den Olympischen Spielen 2016 in Rio de Janeiro die Goldmedaille. 2018 gewann Zhu mit der Nationalmannschaft bei der Nations League und bei der Weltmeisterschaft in Japan jeweils Bronze und siegte bei den Asienspielen in Jakarta. 2019 gewann sie erneut Bronze bei der Nations League und erneut den World Cup in Japan.
Zhu spielte von 2016 bis 2019 im Ausland bei Vakıfbank Istanbul und galt hier als bestbezahlte Volleyballspielerin der Welt. Mit dem Klub wurde sie zweimal türkische Meisterin, gewann zweimal die europäische Champions League und wurde zweimal Klubweltmeisterin.
Während der Eröffnungsfeier der Olympischen Sommerspiele 2020 war sie, gemeinsam mit dem Taekwondoin Zhao Shuai, die Fahnenträgerin ihrer Nation.
Zhu wurde in ihrer Karriere sowohl auf Nationalmannschafts- als auch auf Vereinsebene vielfach als „Wertvollste Spielerin (MVP)“ und „Beste (Außen)angreiferin“ ausgezeichnet.